# Clare Maguire
Clare Rita Mary Maguire, conosciuta semplicemente come Clare Maguire (Birmingham, 15 settembre 1988), è una cantautrice britannica.

## Carriera
È diventata famosa grazie al sondaggio della BBC Sound of 2011, nel quale s'è piazzata quinta su un totale di quindici cantanti concorrenti. È, secondo MTV, una delle cantanti britanniche più promettenti per il 2011. La sua voce è stata paragonata a quelle di Stevie Nicks e Annie Lennox.
Il suo primo singolo, Ain't Nobody, è stato pubblicato il 17 ottobre 2010 e ha raggiunto la settantottesima posizione della classifica britannica. Prima della pubblicazione dell'album di debutto, Light After Dark, avvenuta il 24 febbraio 2011, sono stati pubblicati un EP, Let's Begin, e un ulteriore singolo, The Last Dance, che ha raggiunto la ventitreesima posizione nella classifica del Regno Unito. Light After Dark v'è entrato in classifica al settimo posto, perdendo tuttavia posizioni velocemente.
Nel gennaio 2014 ha pubblicato un EP eponimo.
Nel maggio 2016 è uscito il suo secondo album in studio, etichettato da Virgin EMI.

## Discografia

### Album
- 2011 - Light After Dark
- 2016 - Stranger Things Have Happened

### Singoli
- 2010 - Ain't Nobody
- 2011 - The Last Dance
- 2011 - The Shield and the Sword
- 2015 - Don't Mess Me Around
- 2016 - Elizabeth Taylor
- 2016 - The Valley

### Singoli promozionali
- 2010 - You're Electric
- 2011 - Lucky

### EP
- 2010 - Let's Begin
- 2014 - Clare Maguire
- 2015 - Live for Burberry
- 2015 - Live for Burberry 2
- 2015 - Don't Mess Me Around